# Útila
Útila è un comune dell'Honduras facente parte del dipartimento di Islas de la Bahía.
Il comune venne istituito nel 1836; il territorio comprende l'isola omonima.